# Dailai Dongzhu
Dailai Dongzhu (帶來洞主) est un jeune frère de Dame Zhurong, femme du roi Meng Huo de la tribu Nanman. Chef de huit tribus des Nanman du Sud et du ravin de Dailai, il propose de demander l’aide du roi Mu Lu afin de vaincre les Shu. Mu Lu rejoint les forces de Meng Huo, mais il est défait et Meng Huo est capturé une fois de plus.
Après cette sixième défaite de Meng Huo, Dailai Dongzhu propose l’aide du Royaume Wuguo et de son roi Wu Tugu. Cependant, les Nanman sont encore défaits et Meng Huo encore une fois capturé. Meng Huo et ses partisans offre conséquemment leur soumission aux Shu et Zhuge Liang leur rend en échange les territoires conquis.